# Push
Push – amerykańsko-kanadyjsko-brytyjski film fabularny w reżyserii Paula McGuigana. Jego światowa premiera miała miejsce 29 stycznia 2009 r. w Los Angeles.

## Fabuła
Nick Gant (Chris Evans) odziedziczył po swoim ojcu telekinetyczne zdolności, które stanowią obiekt badań tajnej rządowej agencji, zwanej Wydziałem. Eksperymenty, mające na celu wzmocnienie mocy osób obdarzonych niezwykłymi możliwościami jasnowidzenia czy też telepatii, jak dotąd prawie dla nikogo jeszcze nie skończyły się dobrze. Nick ucieka do Hongkongu, gdzie na jego trop wpada Cassie Holmes (Dakota Fanning). Odtąd widz staje się świadkiem spektakularnych rozgrywek pomiędzy posiadaczami paranormalnych zdolności.

## Obsada
- Chris Evans – Nick Gant
- Dakota Fanning – Cassie Holmes
- Camilla Belle – Kira Hudson/Hollis
- Djimon Hounsou – agent Henry Carver
- Li Xiaolu – The Pop Girl
- Cliff Curtis – „Hook” Waters
- Scott Michael Campbell – agent Holden
- Neil Jackson – Victor Budarin
- Ming-Na – Emily Hu
- Maggie Siff – Teresa Stowe
- Colin Ford – Nick Gant jako dziecko
- Joel Gretsch – ojciec Nicka